# Razvoj pojmova kod dece
Svet bebe, kojim dominira opažanje, postaje vremenom svet odraslog. To znači, da se tokom vremena razvija sposobnost za sređivanje draži iz oblasti opažanja. Jedan od načina sređivanja jeste svrstavanje draži u različite klase ili nizove.
Da bi se shvatilo da je klasa A različita od klase B, mora biti obrazovan pojam klase A; na primer, dete u početku razlikuje klasu životinja od klase predmeta, kasnije uočava finije razlike medju vrstama životinja, a na kraju je sposobno da izdvaja (npr. različite pasmine kao potklase klase pas). Da bi se razvio pojam životinja, potrebno je da dete zna po čemu su životinje slične, a po čemu se, kao klasa, razlikuju od klase predmeta; to znači da dete mora da poznaje specifične osobine životinja. Zbog svega ovoga, razvoj pojmova je isto tako razvoj sistema klasifikacije, kao i razvoj sposobnosti da se ovakav sistem primenjuje na sopstvenu okolinu.
Dakle, mogli bismo reći da pojam predstavlja simboličku zamenu za bitnu zajedničku karakteristiku svih pojedinačnih slučajeva.

## Način ispitivanja pojmova kod dece
Vigotski za ispitivanje formiranja pojmova kod dece koristi metod dvojne stimulacije. On smatra da se, jedino praćenjem istorije neke pojave, mogu obezbediti informacije o toku njenog razvoja. Vigotski uvodi stimuluse-objekte (trodimenzionalne figure), i očekuje da se tokom konstruktivne delatnosti subjekta u rešavanju problema, neki od njih preobraze u stimulse-sredstva (nazive) koji dovode do rešenja. Postupak je pogodan za ispitivanje razvojnih procesa, jer se njime stvaraju uslovi pod kojima ispitanik, tokom radnji koje od njega zahteva eksperimentator, čini psihičke procese uključene u tu radnju eksplicitnim.
Eksperiment u kome je primenjen metod dvojne stimulacije u cilju praćenja načina na koji se formiraju pojmovi, izveden je na sledeći način. Pred ispitanika se stave figure koje se razlikuju po obliku (osnova figure u obliku kruga, polukruga, trougla, trapeza, šestougla), visini (visoke i niske), širini (široke i uske) i boji (žuta, zelena, crvena, crna, bela). Na osnovi svake figure napisan je naziv: mur, sev, lag ili fik. Uzete su reči bez smisla jer za njih nije vezano nikakvo iskustvo ispitanika. Figure se postavljaju bez ikakvog reda, sa nazivima sa donje strane (da se ne mogu videti). Ispitaniku se kaže da se sve figure mogu svrstati u četiri grupe, a svaka grupa ima svoje mesto na tabli sa četiri polja i da figure iste grupe imaju isti naziv. Eksperimentator otkriva (okreće) jednu od figura i na njenom dnu se može pročitati naziv. Ispitaniku se predlaže da na mesto gde je odložena ta figura, na isto mesto stavi sve figure na kojima je, po njegovoj pretpostavci napisana ista reč. Posle svakog ispitanikovog pokušaja da reši zadatak, eksperimentator proverava tačnost rešenja - okreće figuru, koja nosi ili istovetan naziv kao figura koja je prethodno otkrivena, iako je slična sa njom po jednim a različita po drugim svojstvima, ili je obeležena drugom reči, iako liči na prethodnu po nekim a razlikuje se po drugim svojstvima. 
Ovim postupkom nastavlja se rešavanje zadataka koji je u svim fazama eksperimenta isti. Ista reč stavljena je na one figure koje se tiču istog opšeg eksperimentalnog pojma označenog rečju. U toku rešavanja zadataka vodi se protokol (zapisnik) o tome po kojim svojstvima ispitanik klasifikuje predmete u grupe, šta izdvaja kao bitno za pripadnost grupi. Na taj način, i reč koja je na figuri dobija značenje, jer označava klasu figura sa tačno određenim svojstvima. ( Subjekt dolazi do rešenja ako uvidi da su boja i oblik nebitna obeležja, bitni su visina i širina; figure koje imaju reč lag imaju dva bitna svojstva: visok i širok; mur: visok i uzak; fik: nizak i širok; sev: nizak i uzak). Međutim, ova značenja reči će imati kod deteta ako se formira pojam, ali dok se on formira ono može razvrstavati figure po drugim, nebitnim svojstvima. (U protokolu se beleži tok rešavanja zadatka i kako subjekt, na kraju ogleda, svojim rečima objašnjava figure koje je stavljao u odgovarajuće grupe).

## Faze u razvoju pojmova
Pojmovi, a zajedno sa njima i značenje reči, prolaze u svom razvoju nekoliko faza. Po Vigotskom, pravi pojmovi formiraju se tek na početku adolescenskog perioda, a kod mlađe dece postoje psihološke tvorevine koje su samo funkcionalni ekvivalenti pojmova (tj. takve tvorevine koje za dete u toku rešavanja zadatka imaju istu onu funkciju koju kod adolescenata i odraslih imaju pojmovi, ali se po psihološkim svojstvima bitno razlikuju od pojmiva).
Vigotski razlikuje tri tipa grupisanja: sinkreti, kompleksi i pravi pojmovi.

### Sinkreti
Sinkreti predstavljaju prvi stupanj u razvoju pojmova - karakteristični su za period mlađeg predškolskog uzrasta i retko se sreću iznad 6 godina.
U ovoj etapi reč za dete nema suštinsko značenje. To su neoformljeni i neuređeni skupovi predmeta, gde je teško sagledati po kom obeležju su predmeti stavljeni u određene grupe. Klasifikovanje se najčešće vrši na osnovu nekih subjektivnih utisaka. Samo u izvesnoj meri dolaze do izražaja objektivne veze između predmeta, npr. prostorni odnosi.
Na početku, dete traži neorganizovane hrpe predmeta koji se slučajno međusobno povezuju, pri čemu su veze vrlo nepostojane, a ne postoji ni neki očigledan princip po kome se vrši ukljuluvanje novih članova u niz ili njihovo isključivanje. To znači da dete, suočeno sa instrukcijom formiranja pojma u eksperimentu, izdvaja gomilu nesumičnih predmeta (npr. jednu figuru odabere jer je crvena, a to ga podseća na kapu, drugu jer je kosa kao krov,... međutim, te figure nisu ni u kakvoj međusobnoj povezanosti),
U ovoj fazi značenje reči je u stvari jedno difuzno ime za difuznu, neodređenu skupinu predmeta.

### Kompleksi
Kompleksi su dominatan oblik grupisanja kod dece sve do adolescentnog perioda. Za razliku od sinkreta, u kojima se grupisanje vrši na osnovu subjetivnih veza, kod kompleksa se predmeti grupišu na osnovu stvarnih, objektivnih veza. Međutim, povezanost među predmetima ne zasniva se na apstraktnoj i logičkoj vezi ( što je karakteristika pojma), već samo na konkretnoj i stvarnoj povezanosti ( odnosno nema apstrahovanja nijedne odlučujuće osobine predmeta). Umesto toga, u nizove se uključuje svaki predmet koji ima bilo kakvu vezu sa bilo kojim predmetom - kompleks se isključivo zasniva na vezama koje otkriva neposredno iskustvo.
Pošto su faktičke veze među predmetima raznovrsne, iz toga sledi da se različiti elementi mogu uključivati u komplekse na osovu različitog obeležja, što znači da ne postoji jedan princip razvrstavanja koji se dosledno sprovodi, već se stalno skače sa jednog principa na drugi. Usled toga, elementi ulaze u kompleks kao realne, individualne jedinke, sa svim svojim posebnim obeležjima, i kompleks ne stoji iznad elementa kao opštija kategorija, već se sliva sa elemntima.
Vigotski je opisao sledećih pet tipova kompleksa:
1. Asocijativni kompleks u kome je jezgro budućeg pojma jedan element, a drugi mu se pridužiju na osnovu bilo kakve asocijativne veze sa ma kojim svojstvom koje dete zapazi na predmetu koji predstavlja jezgro. (npr. boja, oblik, po sličnosti ili kontrastu itd.) Dete može oko jezgra da izgradi ceo kompleks uključujući oko njega najrazličitije predmete - samo jedno zajedničko svojstvo, bilo da je to veličina, oblik, boja ili mesto na kome se nalaze, dovoljno je za spajanje predmeta ili klasifikovanje u određeni pojam.
2. Kolekcija ili Zbirka kompleks je takav kompleks kod koga se elementi uzajamno dopunjuju, grupa sastavljena od predmeta svih boja ili svih oblika, i u jednoj grupi se ne ponavljaju isti primerci, pa time podsecaju na zbirku. Kolekcija može biti slična asocijativnom kompleksu, naročito ako se dopunjavanje ne vrši samo na osnovu jednog, već na osnovu više obeležja (da budu zastupljene sve boje, svi oblici, npr.). Ako se sinkreti zasnivaju na subjektivnim vezama, asocijativni kompleks na sličnosti svojstava pojedinih predmeta, onda se zbirka zasniva na uzajamnim vezama i odnosima među stvarima koje otkriva praktično i očigledno iskustvo deteta. U realnom životu dete se sreće sa grupisanjem predmeta koja po svojoj prirodi predstavljaju kolekcije (npr. delovi odeće, pribor za jelo, itd.). Princip rešavanja zadatka u pomenutom eksperimentu kojim je Vigotski ispitivao razvoj pojmova, je sledeći. U grupu predmeta koji se međusobno razlikuju u jednoj dimenziji - npr. dete sakuplja različite boje ili sve različite oblike, tako da se u jednoj grupi ne ponavljaju isti primerci.
3. Difuzni kompleks formiran je na osnovu nejasno određenog obeležja. Npr. dete najpre grupiše predmete po boji, a potom u istu grupu svrstava i one koji su perceptivno bliski njema (npr. crvena - ružičasta - narandžasta...). Ili se, npr. uzmu trouglovi, pa im se pridužuje trapezi kao difuzno slični, trapezima se priduže četvorouglovi, ovima šestouglovi, itd. Naime, grupisanje se vrši na osnovu neodređenog utiska nekakve opštosti među elementima, usled čega je difuzni kompleks nejasno ograničen i u načelu se može beskrajno proširivati (slično kao i lančani kompleksi, ali je kriterijum izbora mnogo neodređeniji).
4. Lančani kompleks je onaj tip kompleksa gde dete uzme jedan element, pa mu priduži drugi na osnovu jednog obeležja (npr. da po boji bude sličan prvom), a treći element se pridružuje drugom po nekom novom obeležju (npr. i drugi i treći su trouglasti) i tako se po lancu prelazi sa jednog obeležja na drugo. Ovo je ustvari najčistiji vid kompleksa, jer se grupisanje vrši jasno na osnovu objektivnih svojstava elemenata, ali nema jednog dosledno primenjenog merila grupisanja, već se stalno skače sa jednog faktičkog obeležja na drugo (nema strukturnog jezgra grupisanja), tako da su svaka dva susedna elementa u lancu povezana na osnovu različitog obeležja (npr. u eksperimentu, plava niska figura vodi ka biranju plave visoke, posle koje dolazi visoka crvena...).
5. Pseudo-pojmovisu nešto što je iznutra još uvek kompleks, a spolja praktično pojam. Ista grupa predmeta bi nastala na osnovu pojma, kao na osnovu pseudo pojma, ali se predmeti ipak izdvajaju na osnovu njihovih konkretnih, stvarnih veza, običnim asociranjem. Ovo je najrazvijeniji i najčešći vid komplesivnog mišljenja. U svakodnevnom životu deteta pseudo-pojmovi nastaju zbog toga što dete ne formira samostalno svoja grupisanja, nego to čini pod uticajem odraslih, i naročito pod uticajem verbalnog označavanja (jedno zajedničko ime za grupu različitih predmeta već sugeriše njihovo grupisanje) I tako, dete može da napravi isto grupisanje kao i odrasli, ali da do toga dođe različitim putem. Na taj način, dobijamo grupisanje koje obuhvata isti krug predmeta kao i pojmovno grupisanje (npr. dete stavi u jednu grupu sve trouglove, ili sve veće i visoke figure), ali se do tog istog rezultata došlo različitim putem (odrasli pomoću apstraktnog obeležja ’’trougao’’, a dete pomoću perceptivne sličnosti).[2]

### Pravi pojmovi
Pravi pojmovi se po Vigotskom pojavljuju tek na početku adolescentnog perioda. Oni se razlikuju od kompleksa po nizu obeležja:
- grupisanje se vrši na osnovu apstraktno izdvojenog obeležja,
- tokom celog grupisanja, subjekt se pridržava jedinstvenog merila grupisanja, pa su grupe jasno određene po obimu i obuhvataju samo one elemente koji zadovoljavaju jedinstveno merilo,
- postoji jasan logički odnos između opšteg i pojedinačnog (pojedinačno ulazi u grupu kao apstraktni elemenat i gubi svoja individualna svojstva),
- reč je oznaka samo za opšte (zajedničko) svojstvo na osnovu koga je izvršeno grupisanje, postoji hijerarhija pojmova po opštosti.

Dakle, ovu fazu karakterišu apstrahovanje i sinteza. Ali, ni u pubertetu ne dolazi do konačnog formiranja pojma, još uvek je upadljivo neslaganje između sposobnosti stvaranja pojma i sposobnosti njegovog definisanja. Dete primenjuje rec kao pojam, ali je definiše kao kompleks. Dete nailazi na velike teškoče kada treba da definiše pojmove ili da objasni na čemu se zasnivaju njegove definicije.
U eksperimentalnoj situaciji pojmovno grupisanje se ispoljava tako što subjekt već u toku rešavanja zadataka izdvaja pojedina obeležja (’’sada ću da ih grupišem po visini’’), što u određenoj fazi rešavanja dolazi do neke vrste aha-doživljaja (kada subjekt uvidi koje je obeležje relevantno), pa se ostatak grupisanja vrši brzo i bez pogreške, što je subjekt u stanju da, kod ponovljenog grupisanja, odmah izvrši pravilno razvrstavanje, što ume da eksplicira merila razvrstavanja, može da vrši transfer, da pronađe nove elemente koji bi spadali u datu grupu, itd.

## Literatura
1. Ивић И. (1989). Приручник за вежбе из развојне психологије, Београд, Савез друштава психолога СР Србије.
2. Смиљањић В. и Толичич И. (1990). Дечија психологија, Београд, Завод за уџбенике и наставна средства.
3. Смиљањић В. (1991). Развојна психологија, Београд, Друштво психолога Србије.
4. Vasta R., Haith M. i Miller S. (2005): Dečja psihologija, Zagreb, Naklada Slap.
5. Шмит, B.X.O. (1999). Развој детета, Београд, Завод за уџбенике и наставна средства.

## Spoljašnje veze
1. Najbolja mama na svetu
2. Škola roditeljstva Архивирано на веб-сајту  (7. август 2016)
3. Vigotski- razvoj pojmova kod dece